# Musaranya de MacArthur
La musaranya de MacArthur (Crocidura macarthuri) és una espècie de mamífer de la família de les musaranyes (Soricidae). Viu a Kenya i Somàlia. Aquest tàxon probablement fou anomenat en honor de l'entomòleg C. G. MacArthur.